# Kasteel Succa

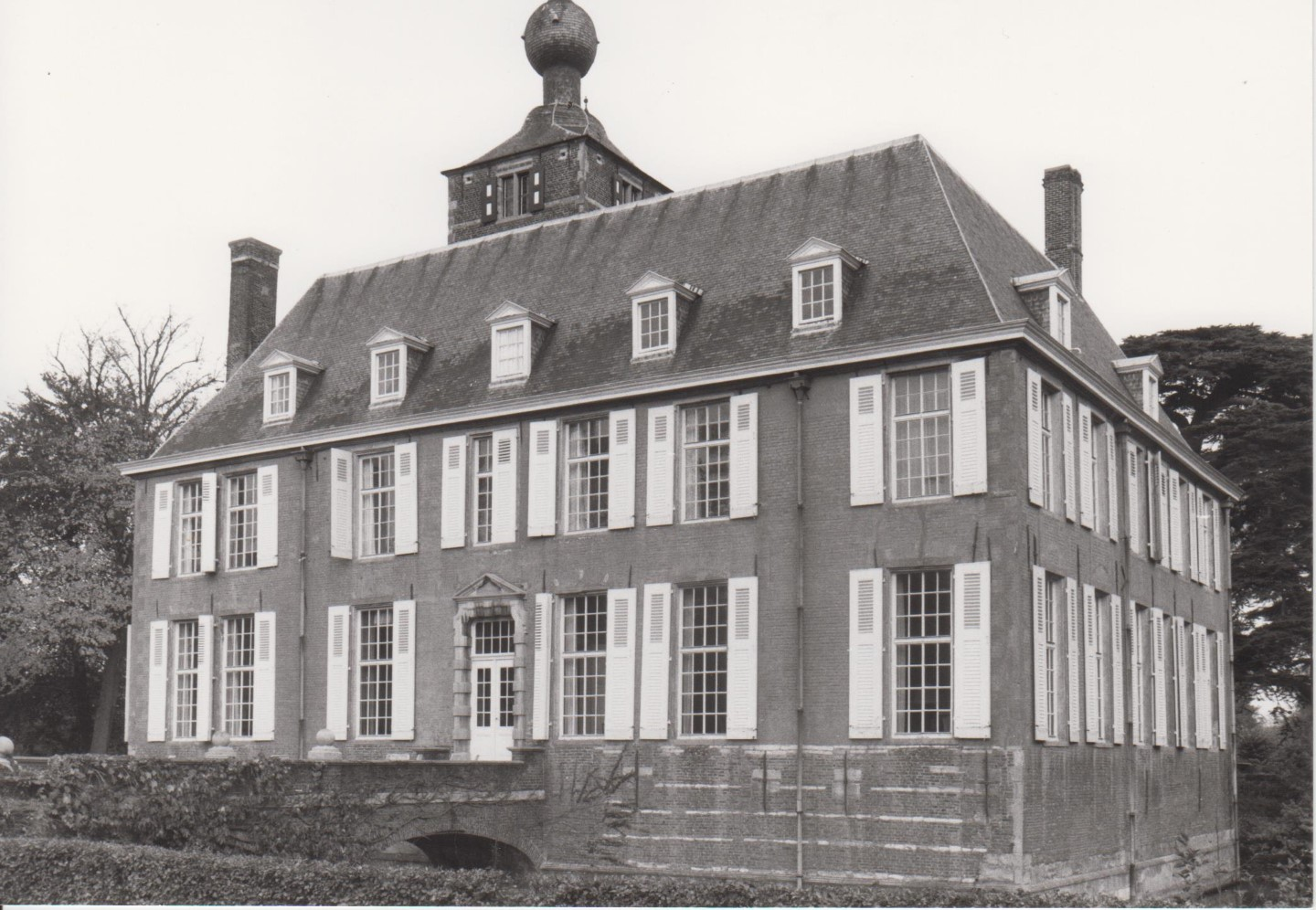
Kasteel Succa in 1980

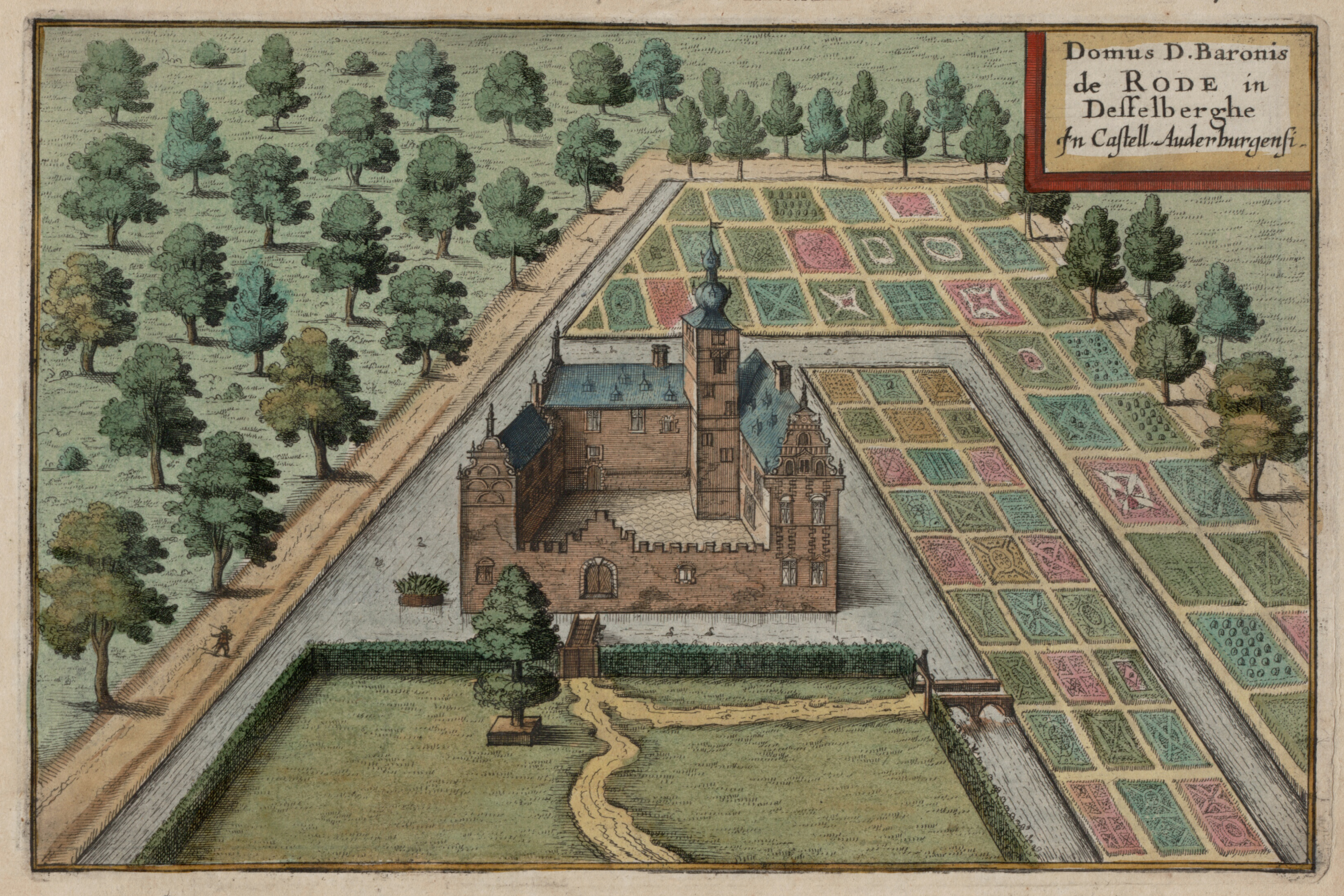
Kasteel Succa in 1641

Kasteel Succa (ook: Goet Ter Saelen) is een kasteel in de Oost-Vlaamse plaats Destelbergen, gelegen aan de Succalaan en de Volderrede 52-58.

## Geschiedenis
Mogelijk was op deze plaats al bebouwing vanaf de late middeleeuwen. Ene Willem de Succa liet in de 2e helft van de 16e eeuw een nieuw kasteel bouwen. Dit werd verwoest door de troepen van Lodewijk XIV en in 1700 werd het vervallen kasteel verkocht aan de familie d'Oignies en deze liet het deels herbouwen. Ook in de 2e helft van de 18e eeuw en in de 19e eeuw volgden aanpassingen. In 1925 werd het kasteel gerestaureerd en licht gewijzigd onder leiding van Valentin Vaerwyck.

## Gebouw
Het betreft een waterkasteel op U-vormige plattegrond en omringd door een ruime, trapeziumvormige omgrachting. Een 16e-eeuwse traptoren, uitgevoerd in baksteen en zandsteen, is ingebouwd in de noordoosthoek van het gebouw. De noordelijke vleugel lijkt het meest op de afbeelding van 1641, door Antonius Sanderus vervaardigd. Het interieur is voornamelijk in Lodewijk XV-stijl en Lodewijk XVI-stijl.

## Domein
Het domein meet 17 ha en bevat een park met vijver, bossen en dreven. Er zijn enkele dienstgebouwen zoals een 19e-eeuws koetshuis en een voormalige personeelswoning met een kern die ongeveer van het jaar 1700 stamt.